# Sericochroa rothschildi
Sericochroa rothschildi är en fjärilsart som beskrevs av Paul Thiaucourt. Sericochroa rothschildi ingår i släktet Sericochroa och familjen tandspinnare. Inga underarter finns listade i Catalogue of Life.